# Cees van der Wereld
Cees van der Wereld (* 12. Dezember 1955 in Nieuwkoop) ist ein ehemaliger niederländischer Radrennfahrer und nationaler Meister im Radsport.

## Sportliche Laufbahn
Cees van der Wereld (auch Cees Van Der Wereld) war im Querfeldeinrennen (heutige Bezeichnung Cyclosport) und im Straßenradsport aktiv. 1973 holte er seinen ersten nationalen Titel, als er die Meisterschaft im Querfeldeinrennen der Junioren gewann. 1977 startete er in der Internationalen Friedensfahrt und belegte den 37. Gesamtrang.
1978 gewann er den Titel im Querfeldeinrennen der Profis vor Gertie Wildeboer, 1979 vor Gisbertus Adema und 1980 vor Reinier Groenendaal. 1982 war er Vize-Meister. 1977, 1982 und 1984 wurde er Dritter. 
Siebenmal startete er bei den UCI-Cyclocross-Weltmeisterschaften. 1978 und 1984 wurde er 10., 1981 9. im Weltmeisterschaftsrennen.